# ベオウルフ (2005年の映画)
『ベオウルフ』（Beowulf & Grendel）は、2005年のカナダ・イギリス・アイスランド・アメリカ合衆国・オーストラリアのファンタジー映画。監督はストゥーラ・ガンナーソン。同名の叙事詩『ベーオウルフ』を基にしたストーリーであり、撮影はアイスランド・カナダ・イギリスで行われた。2005年9月14日にカナダで公開され、次いで2006年1月6日にアメリカで公開された。日本では2007年11月2日にDVDが発売された。

## あらすじ
西暦500年、デネの国（現在のデンマーク）。デネ人の王、フロースガールは領地で巨人を殺害するが、巨人の子供グレンデルを見逃した。グレンデルは、成長してからデネの国を襲撃して兵士を次々と殺害、フロースガール王は苦境に立たされる。その噂を聞いたベオウルフは、巨人を退治するため、12人の仲間とともにデネの国へ向かった。

## 登場人物
ベオウルフ（Beowulf）
演：ジェラルド・バトラー、吹替：小杉十郎太
フロースガール王の縁者でイェーアト（現在のスウェーデン）の英雄。
セルマ（Selma）
演：サラ・ポーリー、吹替：松谷彼哉
デネの国の荒れ地で暮らす魔女。人間の死を予見することができる。
グレンデル（Grendel）
演：イングヴァール・シガードソン（Ingvar E. Sigurdsson）
かつてフロースガールに自らの父親を嬲殺しにされた復讐心からデネの国を襲う巨人。伝承で記されている怪物としての巨人ではなく、非常に大柄な人間といった程度。
頭蓋骨でボウリングをして喜ぶなど、言動に子供らしさが窺える。
フロースガール（Hroshgar）
演：ステラン・スカルスガルド、吹替：村松康雄
デネ人の王。グレンデルに対抗できず権威を失い、酒に溺れる日々を過ごしていた。

## スタッフ
- 監督・脚本：ストゥーラ・ガンナーソン
- 音楽：ヒルマン・オルン・ヒルマルソン
- 特殊効果：マーク・ホワイト
- 視覚効果：ジョン・チャンプフェンス
- メイクアップ・アーティスト：ニック・ダッドマン